# Rezolucija Vijeća sigurnosti UN-a 1335
Rezolucijom Vijeća sigurnosti UN-a 1335, jednoglasno usvojenom 12. siječnja 2001., nakon podsjećanja na prethodne rezolucije o Hrvatskoj, uključujući rezolucije 779 (1992.), 981 (1995.), 1088 (1996.), 1147 (1998.), 1183 (1998.), 1222 ( 1999.), 1252 (1999.), 1285 (2000.), 1305 (2000.) i 1307 (2000.), Vijeće je ovlastilo Promatračku misiju Ujedinjenih naroda na Prevlaci (UNMOP) da nastavi s praćenjem demilitarizacije na području poluotoka Prevlake u Hrvatskoj šest mjeseci do 15. srpnja 2001. Bila je to prva rezolucija Vijeća sigurnosti usvojena 2001. godine.
Vijeće sigurnosti pozdravilo je općenito mirnu i stabilnu situaciju na poluotoku Prevlaci, ali je ostalo zabrinuto zbog kršenja režima demilitarizacije i ograničenja slobode kretanja promatrača Ujedinjenih naroda. Vijeće je pozdravilo otvaranje graničnog prijelaza između Hrvatske i Crne Gore koji olakšavaju civilni i komercijalni promet bez sigurnosnih incidenata, što predstavlja značajnu mjeru izgradnje povjerenja između dviju država. I dalje je postojala zabrinutost zbog nedostatka napretka prema rješenju spornog pitanja poluotoka Prevlake i programa razminiranja. U rezoluciji se navodi da je prisutnost UNMOP-a uvelike pridonijela održavanju uvjeta pogodnih za rješenje spora.
I Hrvatska i SR Jugoslavija (Srbija i Crna Gora) pozvane su da u potpunosti provedu sporazum o normalizaciji međusobnih odnosa, prestanu s kršenjem režima demilitarizacije, smanje napetosti i osiguraju slobodu kretanja promatračima Ujedinjenih naroda. Obje su zemlje pozvane da provedu mjere izgradnje povjerenja iz Rezolucije 1252, a od glavnog tajnika Kofija Annana zatraženo je da do 15. travnja 2001. izvijesti o napretku postignutom u ovim pitanjima. Strane su pozvane da izvješćuju o napretku svojih bilateralnih pregovora najmanje dva puta mjesečno i uspostave opsežan program razminiranja.
Konačno, Stabilizacijske snage, ovlaštene Rezolucijom 1088 i proširene Rezolucijom 1305, morale su surađivati s UNMOP-om. 

## Vanjske poveznice
| Wikizvor | Engleski Wikizvor ima izvorni tekst na temu: United Nations Security Council Resolution 1335 |

- Text of the Resolution at undocs.org